# Mathis Olimb
Mathis Olimb (født 1. februar 1986) er en  norsk ishockeyspiller, der fra og med 2020 spiller for Grizzlys Wolfsburg i Deutsche Eishockey Liga.
Olimb startede sin professionelle karriere i 2002 i den norske GET-Ligaen. Han spillede for  Vålerenga, hvor han også voksede op. Han blev nummer to i pointstatistikken for sæsonen 2006-07. I 2007 sluttede han sig til den tyske klub Augsburger Panther. Efter to sæsoner underskrev han en to-årig kontrakt med  Frölunda i den svenske eliteserie. I juni 2010 underskrev han klubben  NHL og den nylige Stanley Cup mester Chicago Blackhawks.
Mathis Olimb er storebror til ishockeyspilleren Ken André Olimb.